# 南国梵桂
南国 梵桂（なんごく ぼんけい）は、安土桃山時代の臨済宗の僧。和泉国岸和田（大阪府岸和田市）の本徳寺を開基したと伝わる。
俗説に、明智光秀の子と云われるが定かではなく、一説には光秀の長男・明智光慶ともされる。

## 光慶説
光秀の長男の十五郎光慶は、父に従い本能寺の変や山崎の戦いに参加し、坂本城で自害したとも、亀山城で亡くなったともいわれ、はっきりしていない。生き延びて、京都妙心寺の住職玄琳になったという説もある。
光慶は出家し、妙心寺の塔頭・瑞松院に住して「玄琳」を名乗った。瑞松院は、江戸初期には光秀の妻・煕子の実家である旗本妻木氏が檀那となっていた。また、玄琳の師は大心院主・三英瑞省で、光秀の三女・珠（細川ガラシャ）の夫・細川忠興が旦那となっていた。
妙心寺には「明智風呂」と呼ばれる蒸し風呂形式の浴室がある。光秀の菩提を弔うために建てられたと言われており、国の重要文化財に指定されている。
また玄琳は、「明智系図」（「続群書類従」所収）を作成したと言われている。